# 1359
- Wikisource

| Calendário gregoriano                                                        | 1359 MCCCLIX                                         |
| Ab urbe condita                                                              | 2112                                                 |
| Calendário arménio                                                           | 808 – 809                                            |
| Calendário bahá'í                                                            | -485 – -484                                          |
| Calendário budista                                                           | 1903                                                 |
| Calendário chinês                                                            | 4055 – 4056 Início a 29 de janeiro (aproximadamente) |
| Calendário copta                                                             | 1075 – 1076                                          |
| Calendário etíope                                                            | 1351 – 1352                                          |
| Calendários hindus - Vikram Samvat - Calendário nacional indiano - Cáli Iuga | 1414 – 1415 1280 – 1281 4459 – 4460                  |
| Calendário Holoceno                                                          | 11359                                                |
| Calendário islâmico                                                          | 760 – 761                                            |
| Calendário judaico                                                           | 5119 – 5120                                          |
| Calendário persa                                                             | 737 – 738                                            |
| Calendário rúnico                                                            | 1609                                                 |
| Calendário solar tailandês                                                   | 1902                                                 |

1359 (MCCCLIX, na numeração romana) foi um ano comum do século XIV do Calendário Juliano, da Era de Cristo, e a sua letra dominical foi F (52 semanas), teve início a uma terça-feira e terminou também a uma terça-feira.
| Ano completo                       |
| ---------------------------------- |
| Ano comum com início à terça-feira |

## Eventos
- 21 de agosto — Ismail II torna-se o nono rei Reino Nacérida de Granada, destronando o seu meio-irmão Maomé V. Reinará até à sua morte em 1360.
- Berlim junta-se à Liga Hanseática.

## Nascimentos
- 15 de julho —Antonio Correr, cardeal italiano, deão do Sagrado Colégio dos Cardeais e penitenciário-mor  (m. 1445).
- Filipa de Lencastre, rainha consorte de D. João I de Portugal (m. 1415).

## Mortes
- 25 de outubro —  Beatriz de Castela, rainha consorte de D. Afonso IV de Portugal  (n. 1293).
- 14 de novembro — São Gregório Palamas, santo, teólogo, monge do Monte Atos, Grécia, arcebispo de Salonica  (n. 1296).
- Leonor de Castela, infanta de Castela e rainha de Aragão  (n. 1307).
- Érico XII da Suécia, duque da Escânia e co-rei da Suécia desde  1356  (n. 1339).
- Berdi Begue, cã da Horda de Ouro.[1]